# Còdex de Jerusalem
El Còdex de Jerusalem (Codex Hierosolymitanus), també anomenat Manuscrit Vriénnios, designat sovint simplement com «H», és un manuscrit grec del segle xi concretament de l'any 1056, escrit per un desconegut anomenat Lleó. La denominació de «Jerusalem» recorda el lloc on va ser descobert el 1873 a la biblioteca del Patriarcat de Jerusalem. Actualment roman a l'Església del Sant Sepulcre a Jerusalem.
El còdex conté La Didakhé, l'Epístola de Bernabé , les dues epístoles de Climent, la versió llarga de les cartes d'Ignasi d'Antioquia i un Cànon de la Bíblia seguint l'ordre de Joan Crisòstom. Va ser descobert l'any 1873 per Filótheos Vriénnios, bisbe de Nicomèdia, a Constantinoble. L'any 1875 es van publicar els textos de les dues epístoles de Climent.
Adolf Hilgenfeld va utilitzar el Codex Hierosolymitanus per seva primera edició impresa.